# Antonio Vassilacchi
 (mars 2023).
Si vous disposez d'ouvrages ou d'articles de référence ou si vous connaissez des sites web de qualité traitant du thème abordé ici, merci de compléter l'article en donnant les références utiles à sa vérifiabilité et en les liant à la section « Notes et références ».
Antonio Vassilacchi  appelé  Aliense (en grec moderne : Αντώνιος Βασιλάκης) (île de Milo, Grèce, 1556 - Venise, 15 avril 1629), est un peintre italien d'origine grecque, qui a été actif principalement à Venise et dans la Vénétie.

## Biographie
Antonio Vassilacchi  est né sur l'île de Milo en Grèce, qu'il a quittée très jeune pour s'installer à Venise (vers 1571).
En 1572, Vassilacchi est devenu un élève de Paul Véronèse.
En 1574, pour la visite du roi Henri III de France, il a participé en collaboration avec Le Tintoret et Véronèse à la décoration de l'arc de triomphe (aujourd'hui détruit) qui fut érigé sur le Lido de Venise, d'après les dessins et modèles d'Andrea Palladio.
Par la suite il a travaillé avec Benedetto Caliari sur les fresques du palais épiscopal de Trévise (v. 1579), dans l'église Sant'Agata de Padoue et  avec Dario Varotari sur la décoration de la Villa Emo Capodilista à Montecchia, près de Padoue.
Dans ces travaux il adopta le style chiaroscuro (clair-obscur) du Tintoret.
En décembre 1577, une explosion ayant pratiquement détruit le palais des Doges, il a été l'un des peintres chargés de décorer le palais reconstruit.
Ses œuvres dans le palais des Doges sont probablement les plus nombreuses que celles de tout autre artiste, car il a peint dans toutes les grandes salles du palais, comme la salle du Grand Conseil (Sala del Maggior  Consiglio), la salle du Vote (Sala dello Scrutinio), la salle du Sénat (Sala del Senato), la salle du Conseil des Dix (Sala del Consiglio dei Dieci), la salle de la Boussole (Sala della Bussola).
En 1559 les  moines bénédictins de San Giorgio Maggiore décidèrent de rénover leur église. Ils commissionnèrent Andrea Palladio afin d'exécuter les travaux, mais au moment de sa mort (1580), soit vingt et un ans plus tard, le travail était encore inachevé. L'abbé a alors invité Vassilacchi à choisir parmi les esquisses le meilleur projet pour le maître-autel de l'église. Naturellement modeste et poli, Antonio les trouva toutes de qualité, ce qui rendit impossible le choix. Finalement on lui demanda de concevoir lui-même le projet. Son travail fut immédiatement accepté et ainsi fut réalisé le bronze du grand groupe des Quatre Évangélistes soutenant le Monde et Dieu.
En 1600, Vassilacchi est devenu membre de La Confrérie Saint-Nicolas de la nation grecque, l'une des plus actives communautés étrangères à Venise.
En 1584, il a également été membre de la Confrérie des peintres de Venise (Fraglia) et a acquis le surnom, d'Aliense. Ce nom dérive du latin alienus, signifiant étranger ou exotique, et lui a vraisemblablement été donné à cause de son origine étrangère.
En 1586, Vassilacchi a été invité à peindre l'un de ses chefs-d'œuvre, la Résurrection, dans le chœur de San Marziale. Il a réalisé dans la même église le dessin préliminaire, en clair-obscur, ayant servi de modèle à Domenico Cresti pour  peindre La Crucifixion. Les deux peintures, restaurées en 1958, restent accrochées dans le même lieu au-dessus du maître-autel en marbre de l'église.
En 1591 Vassilacchi a été engagé par la Confrérie de Marchands (Scuola dei Mercanti), et quelque temps plus tard, il travailla dans l'église de San Giovanni Elemosinario, à quelques mètres du centre commercial de Venise, le Rialto.
En 1594, Aliense, recommandé par les Bénédictins de San Giorgio Maggiore, a entrepris la réalisation du cycle des images qui composent la Vie de Christ pour l'église Saint-Pierre à Pérouse, qui appartenait à la même ordonnance. Ses toiles sont toujours présentes dans leur configuration originale et en 1602, il a commencé à décorer l'église de la cathédrale de Salò.
Vassilacchi fut marié trois fois. Le nom de sa première épouse qui lui donna son fils, Stefano, n'est pas connue. Stefano a suivi les traces de son père en tant que peintre et l'aurait assisté sur le couronnement de Baudouin de Flandre. Il est mort jeune, avant d'avoir établi sa notoriété.
Vassilacchi a également eu deux filles dont l'une entra au couvent de Santa Chiara (pour lequel Vassilacchi avait peint une Annonciation), mais on ne sait pas si elles ont été de son premier ou du second mariage.
Sa deuxième épouse, Giacomina épousée le 2 novembre 1609 est morte six jours plus tard.
Son dernier mariage a été aussi malheureux. Carlo Ridolfi, son biographe et élève, décrit une peinture de l'artiste dans laquelle Vassilacchi porte sur son dos sa femme, sa nourrice, son oncle et son fils de son précédent mariage. Vassilacchi montrait cette peinture à ses amis en disant : « Questo è il peso che dovrò sopportare finché vivo » (« Ceci est le poids que je devrai supporter jusqu'à ma mort. »).
Aliense est mort le samedi de Pâques de l'année 1629 dans sa soixante-troisième année.
Il a été enterré avec les honneurs dans l'église de San Vitale, le lendemain, le dimanche de Pâques. Cette église est située au même lieu que la maison de Vassilacchi et il est à noter que  le peintre y a réalisé les toiles de la Résurrection et de l'Ascension.
Le registre officiel de Venise est libellé ainsi : 15 avril 1629, Sire Aliense Antonio, peintre, âgée d'environ 73 ans, malade de la fièvre et rhume pendant ses douze derniers jours.
Tommaso Dolabella (en) a été un de ses élèves.

## Œuvres
- Salles du palais des Doges (fresques), salle du Grand Conseil (Sala del Maggior Consiglio), salle du Vote (Sala dello Scrutinio), salle du Sénat (Sala del Senato), salle du Conseil des Dix (Sala del Consiglio dei Dieci), salle de la Boussole (Sala della Bussola).
- Résurrection (1586), chœur église de San Marziale, Venise.
- Crucifixion, église de San Marziale
- Fresques (1591), église de San Giovanni Elemosinario, Venise
- Peste des serpents (1588), Chiesa dell'Angelo Raffaele, Venise
- Église de San Zaccaria, Venise (derrière la façade) : quatre grandes œuvres, vers 1600, dont : 
  - Présentation de Marie au Temple, huile sur toile
  - Saint Grégoire et autres saints
- Quatre Évangélistes soutenant le Monde et Dieu, San Giorgio Maggiore, Venise.
- la Vie du Christ (1594), cycle de peintures, église de Saint Pierre, Pérouse.
- Fresques (1602), église de la cathédrale, Salò.
- Fresques décoratives, villa du sénateur Giovanni Barbarigo, Noventa Vicentina, Montagnana.
- Fresques, Villa Emo Capodilista, Montecchia, Selvazzano Dentro.
- Annonciation, Couvent de Santa Chiara, Venise.
- Bataille d'Actium,
- Vierge à l'Enfant et anges, Église San Francesco della Vigna Venise
- Mariage mystique de sainte Catherine et saint Antoine de Padoue,
- Cène du Christ à Emmaus,
- Bataille de Lepante (1600),

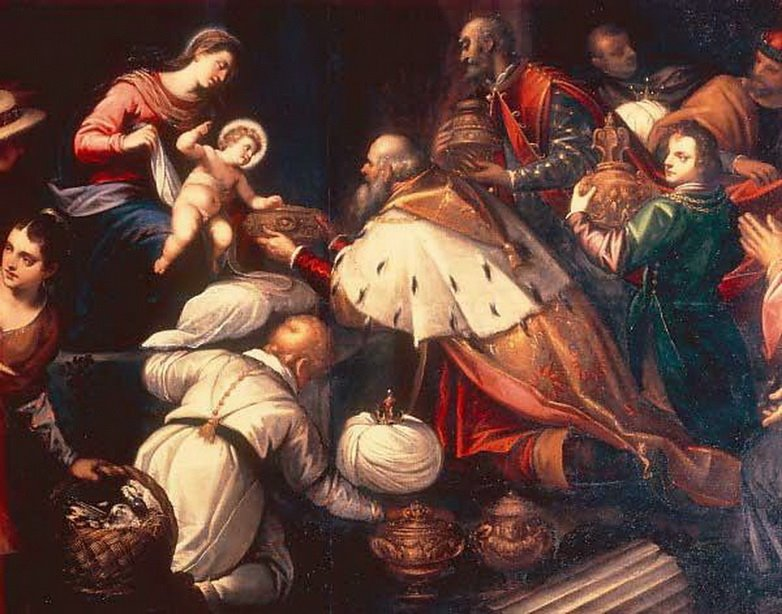
Adoration des Rois
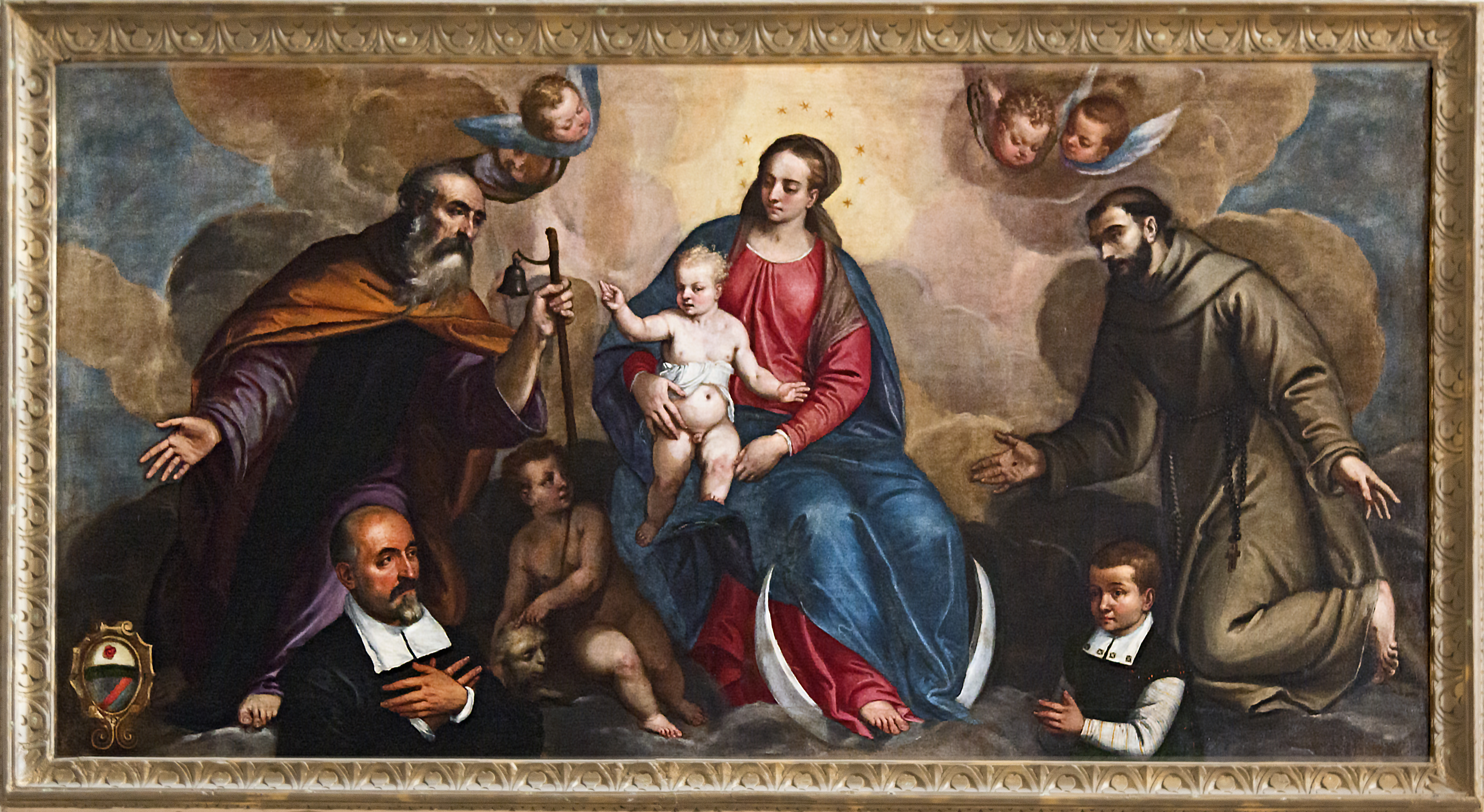
Vierge à l'Enfant et anges église San Francesco della Vigna, Venise
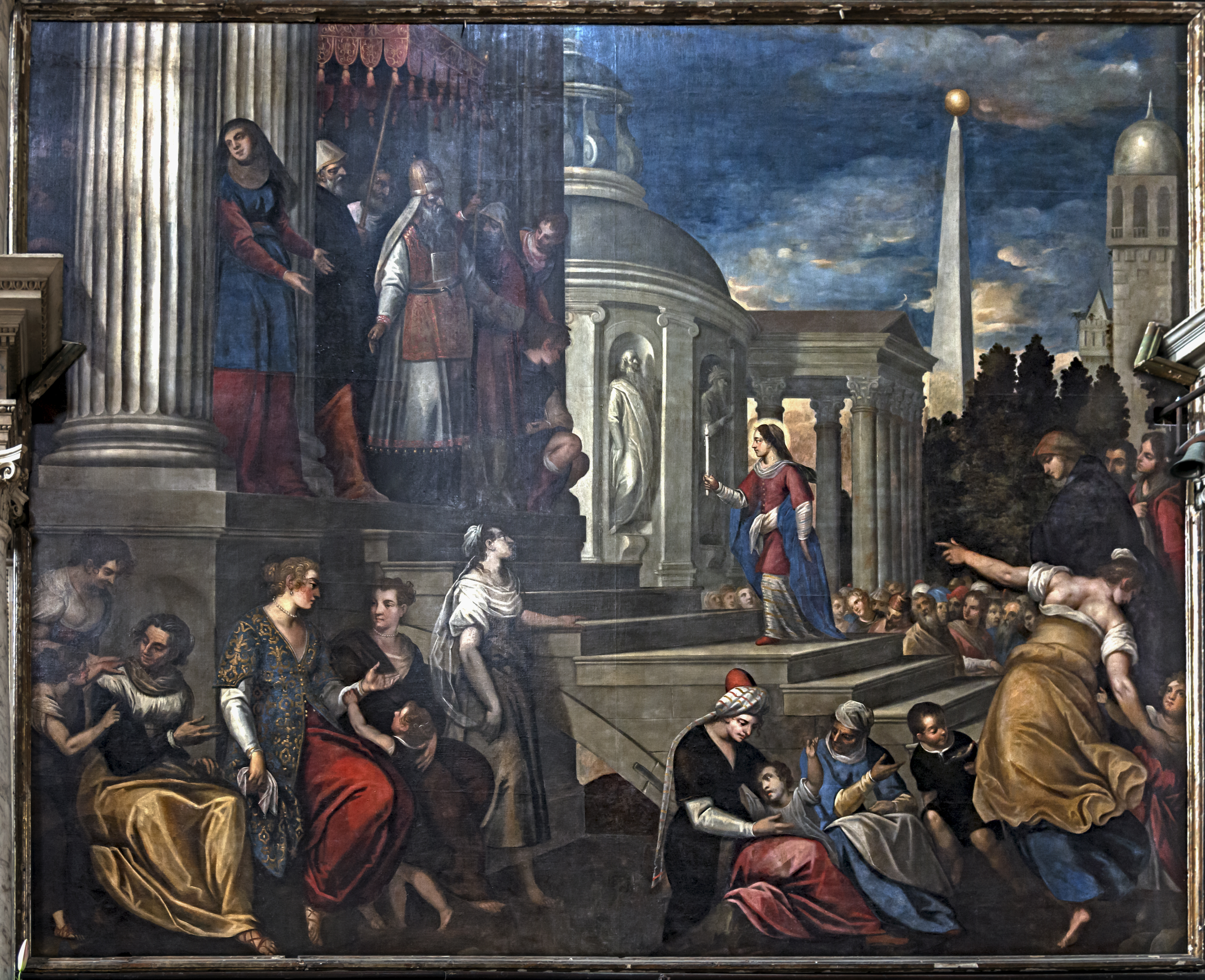
Présentation de Marie au Temple San Zaccaria, Venise
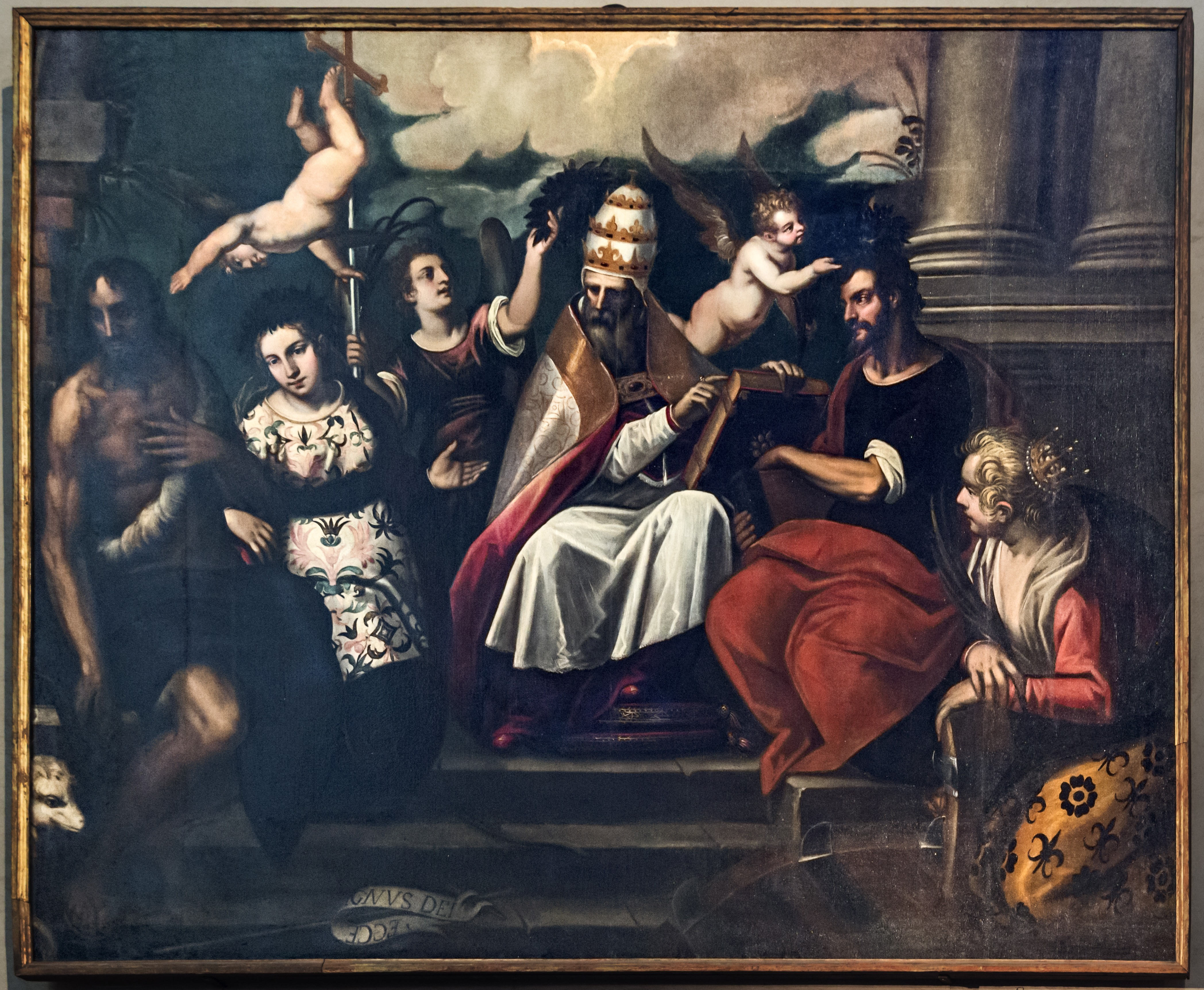
Saint Grégoire et autres saints, v. 1600 San Zaccaria, Venise.

## Source
- (it) Cet article est partiellement ou en totalité issu de l’article de Wikipédia en italien intitulé « Antonio Vassilacchi » (voir la liste des auteurs).